# Schmidtiana borneoensis
Schmidtiana borneoensis är en skalbaggsart som först beskrevs av Conrad Ritsema 1892.  Schmidtiana borneoensis ingår i släktet Schmidtiana och familjen långhorningar. Inga underarter finns listade i Catalogue of Life.